# Phases de Vénus

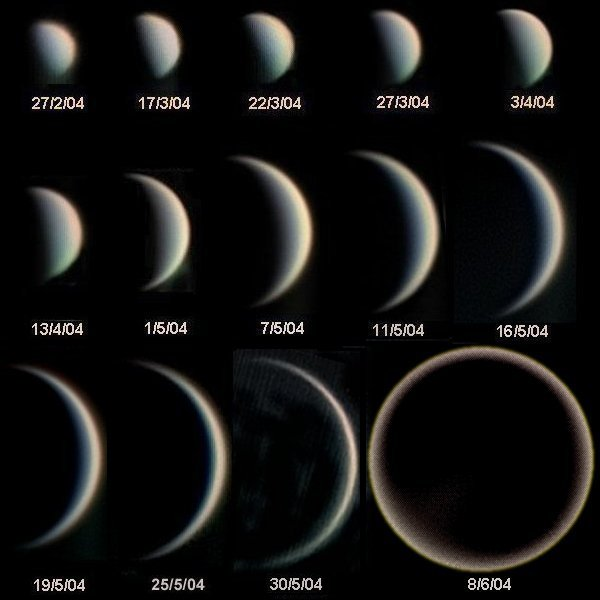
Phases de Vénus et évolution de son diamètre apparent.

Les phases de la planète Vénus sont les variations de la partie éclairée de sa surface visible depuis la Terre, similaires aux phases de la Lune. Les premières traces écrites de leur observation datent du codex de Dresde des Mayas, puis de Galilée en 1610, qui a pu les voir grâce à sa lunette astronomique. Bien que la phase en « croissant » de Vénus semble pouvoir être vue à l'œil nu dans des conditions exceptionnelles, il n'est pas entièrement certain qu'une telle observation ait été faite avant l'invention de la lunette.

## Observation

Position de l'orbite de Vénus par-rapport à la Terre.

Les phases de Vénus sont causées par le fait que l'orbite de Vénus est plus proche du Soleil que celle de la Terre (on dit que Vénus est une planète intérieure). La taille de la surface de Vénus à la fois éclairée par le Soleil et visible depuis la Terre varie donc au cours du temps, de la même façon que la portion éclairée de la Lune visible depuis la Terre change au cours du mois.
L'étendue de la surface éclairée de Vénus apparaît comme maximale lorsque la planète se trouve « derrière » le Soleil, du côté opposé à la Terre (conjonction supérieure). Elle apparaît comme un quartier lorsque l'angle dans le ciel entre la planète et le Soleil atteint son maximum, une position qui correspond à son élongation maximale. Vénus apparaît comme un « croissant » lorsqu'elle se trouve du même côté du Soleil que la Terre. Ce croissant est d'autant plus fin que l'angle dans le ciel entre Vénus et le Soleil se réduit.
Vénus peut être, indirectement, vue avec un télescope lorsqu'elle est entre la Terre et le Soleil (conjonction inférieure) sous la forme d'un anneau lumineux, causé par la réfraction de la lumière dans son atmosphère.
Vénus ne se trouve que rarement exactement « derrière » ou « devant » le Soleil, car le plan de son orbite n'est pas aligné avec le plan de l'orbite de la Terre. Lorsque Vénus se trouve réellement derrière le Soleil, elle est cachée par ce dernier. Lorsqu'elle se trouve réellement devant le Soleil par rapport à la Terre, on parle de transit.
Le cycle complet dure 584 jours. Il s'agit du temps nécessaire à Vénus pour dépasser la Terre sur son orbite. Le diamètre apparent de Vénus passe de 9,9 secondes d'arc (en conjonction supérieure) à un maximum de 68 secondes d'arc (en conjonction inférieure). L'éclat de la planète atteint son maximum (avec une magnitude valant alors -4,5) lorsque Vénus est en phase de croissant intermédiaire (28 %), à un point de son orbite où elle se trouve à 68 millions de kilomètres de la Terre. C'est la combinaison de sa relative proximité avec l'épaisseur du croissant qui lui font atteindre sa luminosité maximale.

## Histoire
Les premières observations connues des phases de Vénus sont dues à Galilée à la fin de l'année 1610 (et publiées en 1613). Grâce à une lunette astronomique, Galilée put observer que Vénus présentait successivement toutes les phases. Ceci était contraire au modèle géocentrique en vigueur à l'époque, dans lequel Vénus tourne autour d'un point situé entre la Terre et le Soleil (ce point, tout comme le Soleil, tourne autour de la Terre) : Vénus étant toujours à peu près entre la Terre et le Soleil, on ne devrait jamais voir plus qu'une petite partie de sa face éclairée. L'observation de toutes les phases invalidait donc le modèle géocentrique, n'étant compatible qu'avec les modèles héliocentriques ou géo-héliocentriques.

## Observation à l'œil nu
La phase où le croissant de Vénus est le plus fin peut être vue à l'œil nu, sans télescope, mais cela requiert une vue excellente, à la limite des capacités de l'œil humain. Le pouvoir de résolution de l'œil humain est d'environ une minute d'arc et le diamètre apparent du croissant de Vénus est compris entre 60,2 et 68 secondes d'arc, selon sa distance avec la Terre. Malgré cela, il est possible pour un observateur doté d'une vision excellente, et dans des conditions atmosphériques très favorables, de voir Vénus comme un croissant.
Un certain nombre de témoignages peuvent laisser croire qu'une telle observation a été faite. Il se pourrait que les phases de Vénus aient été vues par les prêtres-astronomes mésopotamiens. Ishtar (Vénus) est décrite dans les textes cunéiformes comme « ayant des cornes ». Cependant, d'autres divinités mésopotamiennes furent représentées avec des cornes. Ces dernières pourraient donc n'être qu'un attribut divin.

## Note d'attention
1. ↑  ATTENTION !!! Cette observation, si réalisée « à l'œil », est très dangereuse, la moindre portion de Soleil entrant dans le champ de vue du télescope devenant « comme un chalumeau » pour un œil porté à l'oculaire : la destruction de la rétine est immédiate, avec pour conséquence la perte définitive de cet œil. Elle ne peut (lire « doit ») en fait être réalisée qu'à travers des filtres atténuateurs très intenses, plus un appareil photo ou une caméra vidéo en guise de récepteur.

## Note
- (en) Cet article est partiellement ou en totalité issu de l’article de Wikipédia en anglais intitulé « Phases of Venus » (voir la liste des auteurs).